# Lizardo Ponce
Lizardo Héctor Ponce Savio (Villa Allende, provincia de Córdoba; 17 de enero de 1990) es un periodista, locutor y presentador argentino.

## Biografía
Es el hijo de Martín Ponce y Carina Savio. Tiene un hermano mayor, Martín, y dos hermanos menores, Matías y Milagros. Desde chico sintió interés por el periodismo, ya que le gustaba indagar y era muy curioso, por lo que al terminar sus estudios secundarios decidió estudiar periodismo y locución.

## Carrera
Comenzó a ejercer su profesión en 2012 como redactor de la sección show en el diario "Día a Día" de Córdoba. En 2015 se unió como panelistas en el programa de espectáculos La Previa del Show, emitido por Ciudad Magazine; por lo que se instaló en Buenos Aires. El periodista integró el equipo del programa hasta diciembre de 2017, tras la finalización del mismo.
Luego formó parte de la sección #TeLaCuento ciclo que se realizaba por la pantalla digital de FWTV junto con Candelaria Molfese como rol de entrevistador y en 2018 condujo el programa para Fans en Vivo de MTV el cual compartieron 2 temporadas con Manuela Viale.
En 2019 condujo la alfombra roja de los Premios Martín Fierro, junto a la modelo Candela Ruggeri. En marzo de 2020, formó parte del equipo de panelistas del programa Confrontados, conducido por Marina Calabró. En junio de ese mismo año, fue el host digital de la segunda temporada Bake Off Argentina, haciendo entrevistas a los participantes del reality a través de la plataforma Instagram. A su vez en este mismo año debuta como conductor de La previa del Cantando ciclo el cual realizaba por la pantalla de Ciudad Magazine donde también tuvo su participación en el certamen del Cantando 2020 y adapta a un nuevo formato el ciclo de Fans en Vivo a través de Lives llamado Fans en Redes. 
En 2021, fue conductor de La previa de La Academia y se sumó como participante de Showmatch: La Academia del cual también es host digital.
En 2022, tuvo conductores como Laurita Fernández y Agustina Casanova presentes en el evento de TINI Tour 2022.

## Vida personal
Lizardo es abiertamente gay.

## Filmografía
| Año       | Programa                            | Rol          | Notas                 |
| --------- | ----------------------------------- | ------------ | --------------------- |
| 2015–2017 | La previa del show                  | Panelista    |                       |
| 2018–2019 | MTV Fans en Vivo                    | Conductor    |                       |
| 2020      | Confrontados                        | Panelista    |                       |
| 2020      | Cantando 2020                       | Participante | 13.º eliminado        |
| 2020      | La previa del Cantando              | Conductor    |                       |
| 2021      | La previa de La Academia            | Conductor    |                       |
| 2021      | Showmatch La Academia               | Participante | 18.º eliminado        |
| 2022      | Gran Hermano Argentina              | Panelista    | Invitado en el debate |
| 2023      | The Challenge Argentina: El Desafío | Participante | 2.º eliminado         |
| 2025      | Sálvese quien pueda                 | Panelista    |                       |

| Año       | Programa                  | Rol                | Notas       |
| --------- | ------------------------- | ------------------ | ----------- |
| 2020–2021 | Fans en Redes             | Host               |             |
| 2020      | Bake Off Argentina        | Host digital       | Temporada 2 |
| 2021      | Showmatch La Academia     | Host digital       |             |
| 2022      | La previa Tini Tour 2022  | Movilero           | Evento      |
| 2023      | El streaming del Bailando | Conductor invitado |             |

## Radio
| Año  | Título  | Papel   | Notas                                          | Radio     |
| ---- | ------- | ------- | ---------------------------------------------- | --------- |
| 2020 | Vale x3 | Locutor | Lizardo Ponce, Lourdes Sánchez y Momi Giardina | Vale 97.5 |